# 源實朝
源實朝（日语：〔〕／ Minamoto No Sanetomo；1192年9月17日—1219年2月13日），鎌倉幕府第三代鎌倉殿及第三代征夷大將軍，1203年至1219年在任。

## 生平
源實朝，建久3年（1192）8月出生，幼名千幡。為鐮倉幕府初代將軍・源賴朝的兒子，母親是北條政子，乳母是政子之妹・阿波局、大貳局。
建仁3年（1203年）9月，鎌倉幕府2代將軍・源賴家牽涉於母族・北條氏及妻族・比企氏的政變之中，被罷黜將軍之位，並被流放於伊豆・修禪寺。朝廷於9月7日任命12歲的千幡晉升從五位下，並補任征夷大將軍。10月8日千幡於外祖父・北條時政的宅邸內舉行元服禮，並由後鳥羽上皇命名為實朝。參與元服儀式的御家人有大江廣元、小山朝政、安達景盛、和田義盛等百余人，北條時政為源實朝理髮、門葉筆頭・平賀義信為其加冠。24日獲任其父曾任職的右兵衛佐官銜。
由於源實朝繼任時年幼，政事由母族・北條氏及其他有力御家人主導。元久元年（1204年）年7月，源實朝首次處理政務，解決安藝國・壬生莊的地頭職的糾紛。源實朝上任後潛心研究其父・源賴朝執政時的先例，並命御家人提交源賴朝時代相關訴訟文書。
元久元年（1204年）年末，娶後鳥羽上皇近臣・坊門信清的女兒・坊门信子為妻。
元久2年(1205年)閏7月，時任執權・北條時政欲擁立其女婿・平賀朝雅(河內源氏義光流・信濃平賀氏)為將軍，然事跡敗露，原置於北條時政宅邸的源實朝被御家人帶至北條義時宅邸，北條時政失勢，被迫出家，史稱牧氏事件。
元久3年（1206年），源賴家次男・公曉成為源實朝的猶子。
承元3年（1209年），源實朝晉升從三位，開設政所。11月14日，北條義時向源實朝請求准許其郎從獲得“侍”的地位，源實朝拒絕北條義時的請求。
建曆3年（1213年）2月27日，晉升正二位。5月2日，侍所別當・和田義盛率軍襲擊將軍御所、北條義時宅邸及大江廣元宅邸，源實朝逃入源賴朝的墓所・法華堂。5月3日辰時，西相模的御家人趕赴鎌倉，源實朝發出親署花押的御教書，表示擁護將軍的執權方為官軍。酉時，和田軍敗北，史稱和田合戰。
建保4年（1216年）4月，政所別當擴增至9人。6月20日，源實朝升任權中納言。7月20日，兼任左近位中將。
建保4年（1216年）11月24日，源實朝為參拜醫王山，下令建造唐船渡宋。源實朝指定60餘名隨行者，並任命御家人構成人員結城朝光為奉行。北條義時及大江廣元等幕府宿老進言勸阻，但源實朝並不接受。建保5年(1217年)4月17日，唐船無法在鎌倉海灣・由比濱浮起，源實朝渡宋計畫宣告失敗。
建保6年（1218年）2月，北條政子上京，與後鳥羽上皇乳母・藤原兼子會面，約定雅成親王或頼仁親王作為源實朝的後繼者東下鎌倉。
建保6年（1218）1月13日，源實朝升任權大納言。3月6日，升任左近衛大將，並兼任左馬寮御監。10月9日，升任內大臣。12月2日，升任右大臣。
建保7年（1219年）1月27日，於鶴岡八幡宮舉行的右大臣拜賀儀式中，源實朝被公曉殺害。1月28日，源實朝的遺骸被葬於勝長壽院，而以御台所・坊門信子為首，大江親廣、安達景盛、二階堂行村等百位御家人出家。由於源實朝並無子嗣，河內源氏嫡流血脈斷絕，幕府政權由北條氏等御家人所操縱。

#### 右大臣拜賀式主要參加者[2]
公家
- 坊門忠信（日语：坊門忠信）
- 西園寺實氏（日语：西園寺実氏）
- 藤原國通（日语：藤原国通）
- 平光盛（日语：平光盛）
- 難波宗長（日语：難波宗長）
- 一條能氏（日语：一条能氏）
- 一條實雅（日语：一条実雅）
- 一條信能（日语：一條信能）
- 一條賴氏（日语：一条頼氏）
- 一條能繼（日语：一条能継）

御家人
- 北條義時
- 北條時房（日语：北条時房）
- 北條泰時
- 大江親廣（日语：大江親広）
- 長井時廣（日语：長井時広）
- 源頼茂（日语：源頼茂）
- 源仲章（日语：源仲章）
- 大内惟義（日语：大内惟義）
- 足利義氏 (足利家三代目當主)（日语：足利義氏 (足利家3代目当主)）
- 小笠原長清（日语：小笠原長清）
- 武田信光
- 美作朝親（日语：美作朝親）
- 森賴定（日语：森頼定）
- 中原季時（日语：中原季時）
- 二階堂行村（日语：二階堂行村）
- 二階堂基行（日语：二階堂基行）
- 安達景盛（日语：安達景盛）
- 三浦朝村（日语：三浦朝村）
- 河越重時（日语：河越重時）
- 加藤景廉（日语：加藤景廉）
- 加藤光員（日语：加藤光員）
- 佐佐木義清（日语：佐々木義清）
- 葛西清重（日语：葛西清重）

## 傳說
源實朝的事蹟大多出自史書《吾妻鏡》。據載，源實朝任內主張禮佛，日本僧人榮西曾深受源實朝禮遇，在源實朝命令之下建造壽福寺，是為鎌倉五山之一。源實朝曾重用一位於其兄源賴家時代負責重建東大寺大佛的宋人陳和卿，他更因為陳和卿的一番說話，而相信自己的前生是中國宋代醫王山的寺院長老。為了想參謁自己前生所居之處（也有一說指源實朝是因為政局上受制於人，心灰意冷，而打算遠走他鄉），源實朝命令陳和卿監造大型船隻，計劃親身渡宋，可惜因為工料不善，船隻質素差劣，木質枯朽滲水，不宜乘用，致使源實朝渡宋之志未能得遂。
傳說源實朝有一次喝醉了酒，醉倒兩天，不省人事。府中諸人召使名僧榮西為源實朝祝禱，以求其復甦。榮西把他種植的茶葉獻給源實朝飲用，源實朝飲茶之後，頓時痊癒。於是源實朝對茶葉產生了濃厚的興趣，榮西便把一部私撰的《喫茶養生記》獻給源實朝，源實朝自此迷上茶葉，而茶葉在日本也得以揚名。另外，源實朝是一位著名的和歌歌人。他有92首作品被選編入各敕撰和歌集，有一首作品收於《小倉百人一首》之中。在位期間，又編訂了一部屬於將軍貴族的專集《金槐和歌集》。
《吾妻鏡》記載，建保2年(1214)6月，因諸國乾旱，源實朝請求榮西誦讀《妙法蓮華經》，自身則持八戒祈雨，後，果真降雨。世人認為是因為將軍的祈求才會天降甘霖。

## 相關
- 史料
  - 吾妻鏡
  - 愚管抄
- 家集
  - 金槐和歌集（日语：金槐和歌集）
- 小說
  - 太宰治　『右大臣実朝』　錦城出版社、1943年（『太宰治全集6』所収、ちくま文庫、1989年、ISBN 9784480022561）
  - 大佛次郎　『源実朝』　六興出版、1978年（徳間文庫、1997年、ISBN 9784198907655）
  - 永井路子（日语：永井路子）　『北条政子』『炎環（日语：炎環）』
  - 佐佐木幸綱（日语：佐佐木幸綱）　『乱世に死す』　吉野教育図書〈吉野ろまん新書〉、1981年
  - 佐藤風人（日语：佐藤風人）　『源実朝の生涯』　暁印書館、1988年（文芸社、2006年、ISBN 9784286018065）
  - 津田さち子（日语：津田さち子）　『源頼朝』　沖積舎、2002年、ISBN 9784806040804
  - 五車英男（日语：五車英男）　『天華舞う』　文芸社、2004年、ISBN 9784835585307
  - 高橋直樹　「源太の産衣」（『霊鬼頼朝』文藝春秋、2004年 所収）、ISBN 9784163233901
- 流行文化
  - NHK大河剧 《草燃える（日语：草燃える）》，篠田三郎饰
  - NHK大河剧 《鎌倉殿的13人》，柿沢勇人饰